# فالنتين فافر
فالنتين فافر (بالفرنسية: Valentin Favre)‏ هو متسلق جبال تزلج ‏ فرنسي، ولد في 14 سبتمبر 1987.